# Christoph Wilhelm Bock
Christoph Wilhelm Bock (Nuremberg, 1755 — Nuremberg, 1835) est un graveur allemand, principalement connu pour ses nombreux portraits.

## Biographie

### Jeunesse et formation
Christoph Wilhelm Bock naît à Nuremberg le 3 mars 1755.
Son talent pour le dessin est décelé assez tôt pour qu'il soit envoyé en apprentissage chez Johann Nussbiegel (1750-1829). Il étudie auprès de Johann Daniel Preissler à l'Académie des beaux-arts de Nuremberg puis devient apprenti à Vienne chez le peintre et graveur Jacob Matthias Schmutzer (1733-1811) et à Leipzig chez le peintre, graveur et sculpteur Adam Friedrich Oeser (1717-1799), le graveur Johann Friedrich Bause (1738-1814) et le peintre et graveur Christian Gottlieb Geyser (1742-1803). À Leipzig, il fait aussi la connaissance du peintre et graveur Daniel Chodowiecki (1726-1801). Il effectue enfin un voyage d'études dans les Provinces-Unies,,.

### Carrière
Bock revient à Nuremberg après deux ans passés à Leipzig. Lui est son jeune frère Johann Karl sont appelés à l'Académie militaire de Bruxelles, où il travaille pendant deux ans sur la carte des Pays-Bas autrichiens.

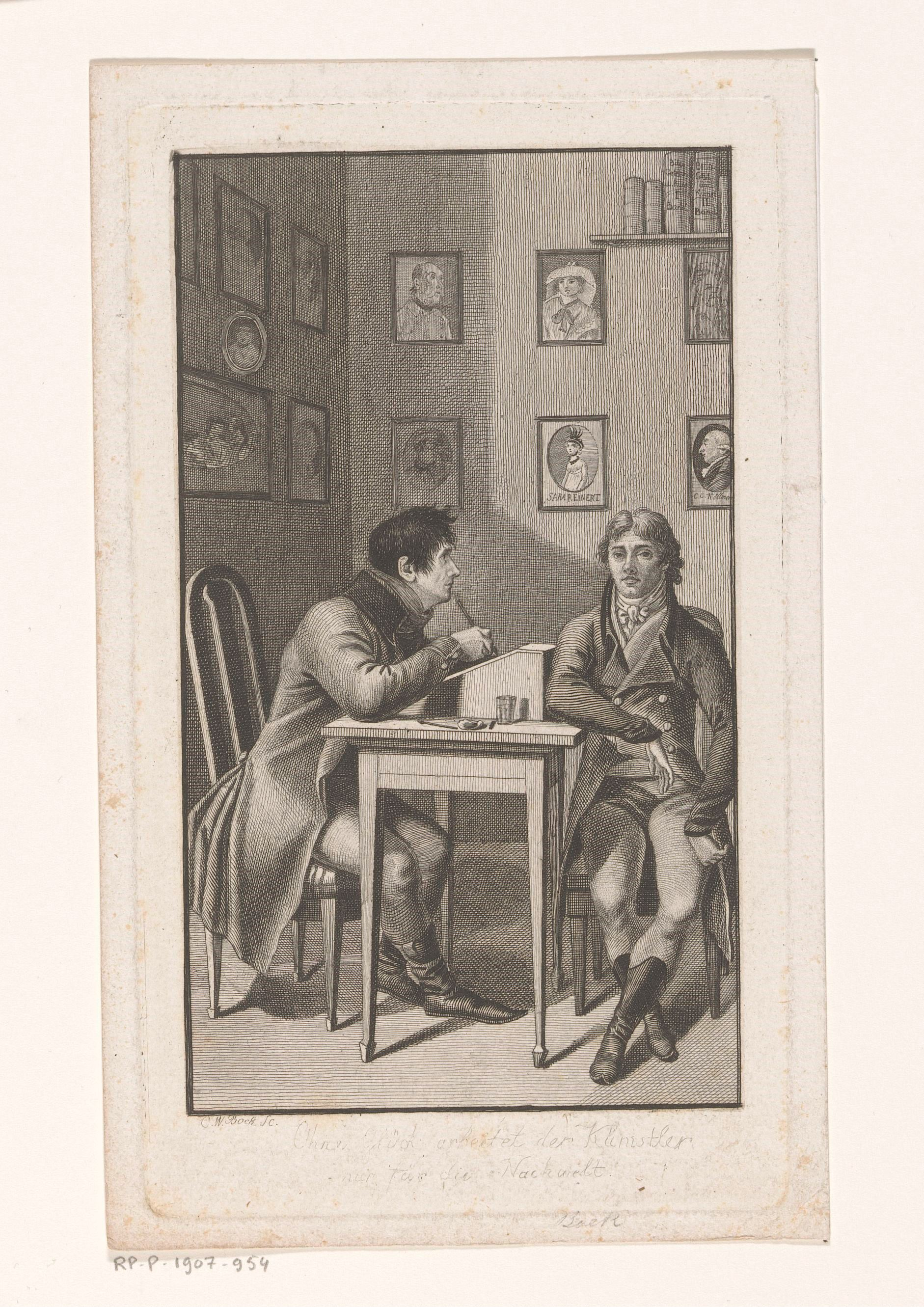
Autoportrait (1803, Rijksmuseum Amsterdam).

Il se rend ensuite à Vienne, où il remet en mains propres à l'empereur le portrait gravé de Joseph II en 1779.
Il rentre à Nuremberg l'année suivante, et poursuit son activité de graveur, usant des techniques du pointillé, de la gravure au trait, du burin et de l'eau-forte,. Christoph Wilhelm Bock est un graveur très prolifique, notamment de portraits réalisés d'après d'autres artistes, comme les Bemmel et Friedrich Gotthard Naumann (de). Il est particulièrement connu pour ses nombreux portraits gravés réalisés pour Gallerie Nürnbergischer Bürger und Bürgerinnen aus verschiedenen Staenden (« Gallerie des citoyens et citoyennes de Nuremberg de différentes villes », Nuremberg, Stadt-Bibl., en 128 volumes entre 1771 et 1816), de 1798 à 1802, ainsi que pour Sammlung berühmter Gelehrter und Künstler (« Collection de savants et d'artistes célèbres »),.
On connaît aussi de lui des scènes de genre, qu'il a réalisées avec son frère Johann Christoph Bock (de) (1752-1830), ainsi que 18 paysages et des pièces d'animaux d'après le jeune prodige Burkhard Albrecht von Bemmel,.
Christoph Wilhelm Bock meurt à Nuremberg le 17 août 1835.

## Œuvre

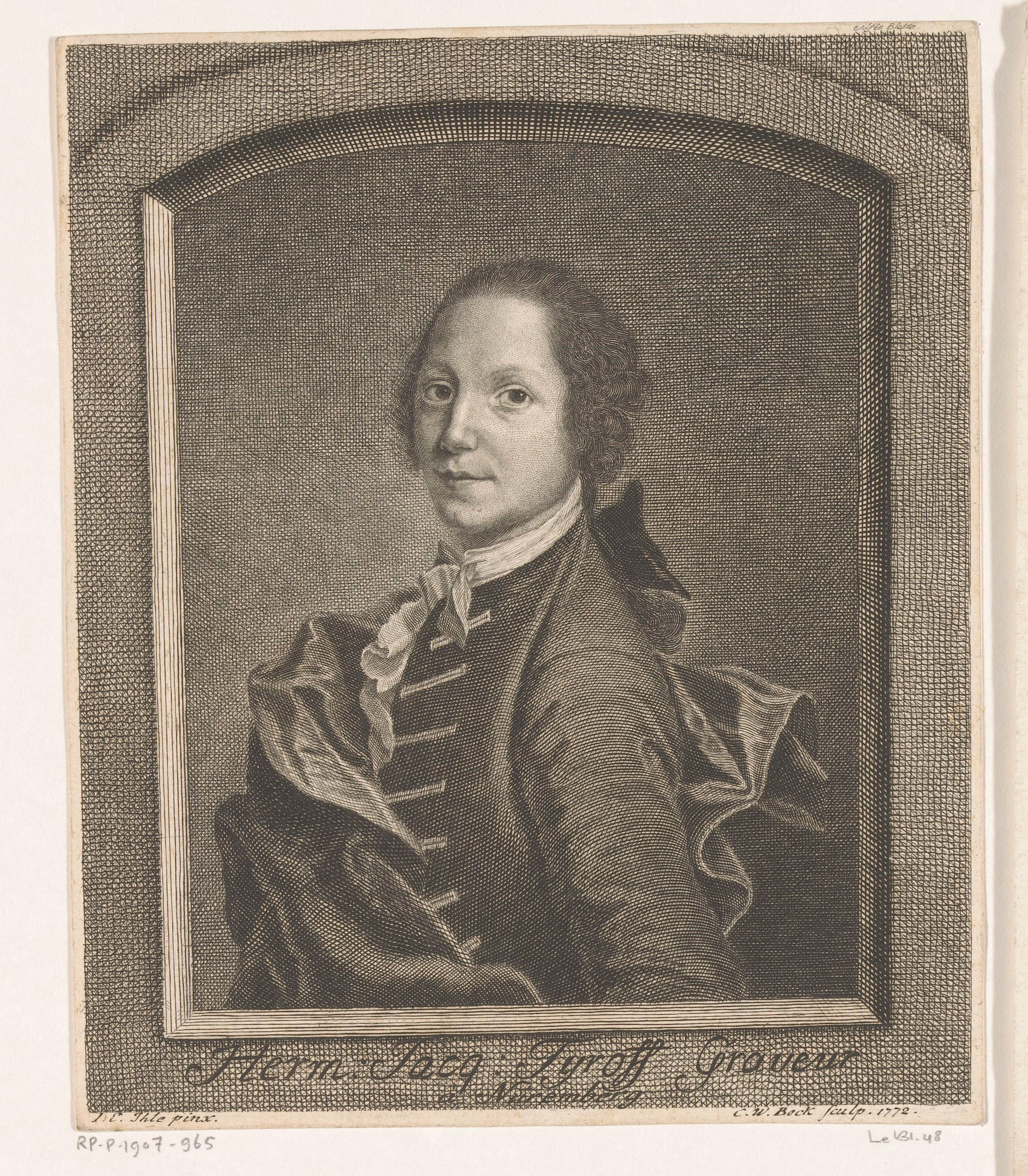
Portrait de Hermann Jakob Tyroff (1772, Rijksmuseum Amsterdam).

Les œuvres de Christoph Wilhelm Bock sont conservées en :
- Allemagne
  - Nuremberg,
    - Germanisches Nationalmuseum[1]
    - Stadtbibliothek Nürnberg (de)[1]
    - Stadtmuseum Fembohaus (de)[1]
- États-Unis
  - Chicago, Art Institute of Chicago[7]
  - Philadelphie, Philadelphia Museum of Art[8]
- Pays-Bas
  - Amsterdam, Rijksmuseum[9]
  - Apeldoorn, Nationaal Museum Paleis het Loo (nl)

- Royaume-Uni
  - Londres, British Museum[10]